# ECO (groupe)
Pour les articles homonymes, voir ECO.
ECO est un groupe (one-man band) allemand de musique électronique, actif entre 1990 et 1998.

## Histoire
Aux débuts du projet, Heiko Daniel se cache dans l'anonymat en tant que seul membre d'ECO, qu'il a toutefois dissous par la suite. Après les débuts d'ECO en 1990 sur Teldec avec le single Hass und Liebe, le succès n'est pas au rendez-vous dans un premier temps. Off Beat publie en mars 1994 l'EP remix Gier, Hass und Liebe. Hass und Liebe devient ensuite un hit dans les clubs de la scène dark alternative. Gier et Geld, également inclus, poursuivent le succès dans une certaine mesure, mais ne purent pas atteindre la portée de Hass und Liebe. D'autres sorties sont réalisées au cours des années 1994/1995, avant que le projet ne soit mis en sommeil. En 1998, ECO sort son dernier album, Entfesselt, suivi en 2010 par la publication d'une compilation de ses titres les plus connus. Hass und Liebe fait partie pendant des années du « répertoire standard de tout DJ de la scène ».

## Style musical
Les textes du projet sont principalement consacrés à des thèmes sexuels. Le style musical d'ECO mêle l'électro à des éléments de new beat et de techno pour créer un dérivé technoïde de l'electro qui préfigure les idées de l'aggrotech. Sur les dernières sorties, l'influence de la techno s'est accrue et ECO a enregistré des morceaux entiers de trance. 

## Discographie
- 1990 : Hass und Liebe = Hate and Love (singles, Teldec)
- 1991 : Geld / Cash (single, BOY Records)
- 1994 : Gier, Hass und Liebe (EP, Off Beat)
- 1995 : Das Album (album, Off Beat)
- 1995 : Schmutz (single, Off Beat)
- 1998 : Entfesselt (album, Off Beat)
- 2010 : Hass und Liebe (compilation, Infacted Recordings)